# 第36加阿什师
第36加阿什師（希伯來語：אוגדה 36）是以色列國防軍轄下的師，隸屬於北方司令部，曾參與六日戰爭（第三次中東戰爭）、贖罪日戰爭及1982年黎巴嫩戰爭（第一次黎巴嫩戰爭）。

## 部隊編制

第36加阿什師組織圖

- 第36加阿什師
  -  第1戈蘭尼步兵旅
  -  第6步兵旅 (預備)
  -  第7裝甲旅
  -  第188裝甲旅
  -  第282砲兵旅
  -  師運輸旅
    - 維修及技術營
      - 維修A連
      - 維修B連
      - 援助連

    - 調度連
    - 彈藥連
    - 醫療連
    - 2x 補給排
    - 3x 控制小隊

  -  第389師通訊營